# Теменуга (област Велико Търново)
Вижте пояснителната страница за други значения на Теменуга.
Темену̀га е село в Северна България, община Стражица, област Велико Търново.

## География
Село Теменуга се намира в средния Предбалкан, около 14 km на юг от общинския център град Стражица, 32 km на изток-югоизток от областния център град Велико Търново и 4 km на североизток от село Сливовица.
Село Теменуга е разположено покрай общинския път, който стига на изток до село Водно, а на запад го свързва с третокласния Републикански път III-4082, водещ на север през село Кесарево към Стражица. На около 2 km на юг от селото и около 200 – 250 m по-ниско тече Стара река. Надморската височина на пътя под трафопоста в селото е около 350 m.
Числеността на населението на Теменуга, 689 души към 1934 г. и 744 – към 1946 г., намалява бързо до 200 души към 1975 г. и постепенно спада до 17 души към 2018 г.

## История
През 1934 г. селото, наричано дотогава Инджѐ кьой, е преименувано на Теменуга.
Документи от периода 1903 – 1961 г. се съхраняват за Народно начално училище „Кирил и Методий“ – с. Теменуга, Великотърновско в Държавния архив – Велико Търново.
В Държавния архив – Велико Търново, се съхраняват документи от периода 1947 – 1948 г. за Църковно настоятелство при църквата „Св. Параскева“ – с. Теменуга, Великотърновско.
От 18 юли 1995 г. е функционирало кметство Теменуга, което е закрито на 28 март 2000 г.

## Население
Преброяване на населението през 2011 г.
Численост и дял на етническите групи според преброяването на населението през 2011 г.:
|                     | Численост | Дял (в %) |
| Общо                | 22        | 100,00    |
| Българи             | 22        | 100,00    |
| Турци               | 0         | 0,00      |
| Цигани              | 0         | 0,00      |
| Други               | 0         | 0,00      |
| Не се самоопределят | 0         | 0,00      |
| Неотговорили        | 0         | 0,00      |

## Обществени институции
Църквата „Св. Параскева“ в село Теменуга е действаща само на големи религиозни празници.